# 花猫笋螺
花猫笋螺（学名：Terebra felina），是新腹足目笋螺科笋螺属的一种。主要分布于中国大陆、台湾，常栖息在低潮线以下。